# Pennatulidae
Pennatulidae es una familia de "plumas marinas" que pertenecen al orden Pennatulacea, dentro de la clase Anthozoa.
Enmarcados comúnmente entre los corales blandos, ya que carecen de esqueleto cálcico, como los corales del orden Scleractinia, por lo que no son corales hermatípicos.
Forman colonias de pólipos, de ocho tentáculos, unidos por una masa carnosa de tejido común generado por ellos, llamada cenénquima, que recubre un raquis o eje sin ramificar, para soportar la colonia. De simetría bilateral, los pólipos autozoides se alinean en el margen de las hojas regularmente y alrededor del raquis.
No poseen zooxantelas, ya que habitan mayoritariamente en aguas profundas.
Se distribuyen por todos los océanos.

## Géneros
Según el Registro Mundial de Especies Marinas, la familia comprende 7 géneros, que contienen, aproximadamente, 58 especies:
- Crassophyllum. Tixier-Durivault, 1961
- Graphularia
- Gyrophyllum. Studer, 1891
- Pennatula. Linnaeus, 1758
- Pteroeides. Herklots, 1858
- Ptilosarcus. Verrill, 1865
- Sarcoptilus. Gray, 1848

## Galería

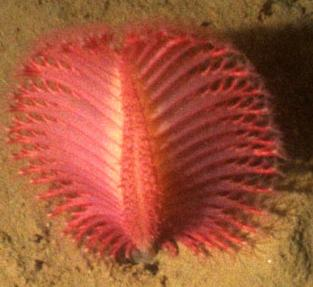
Pennatula aculeata
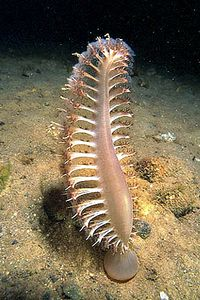
Pennatula phosphorea
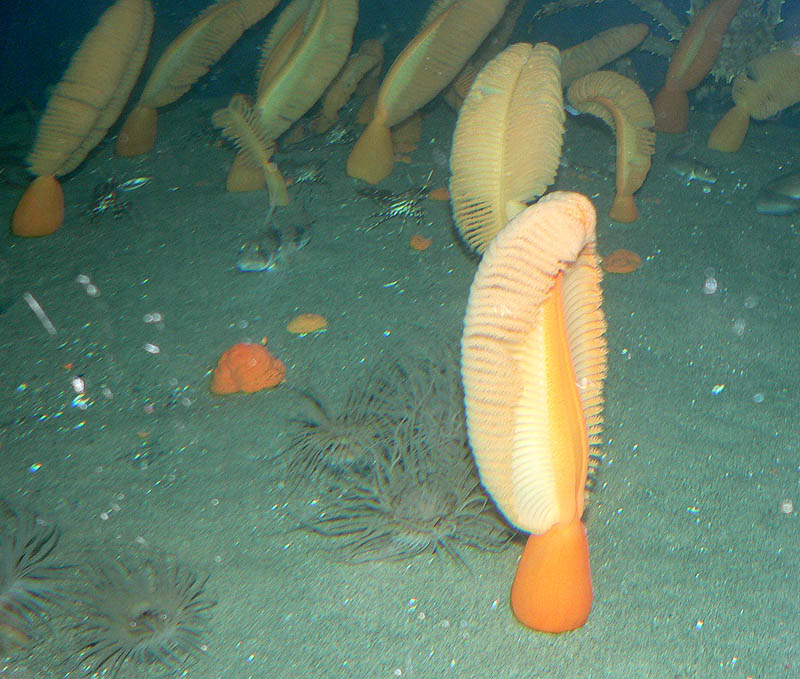
Ptilosarcus gurneyi
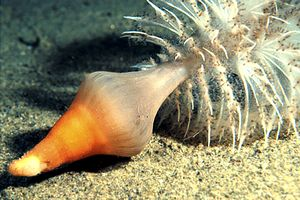
Pteroeides spinosum